# Baitul Mukarram
Baitul Mukarram je národní mešita v Bangladéši. Nachází se v samém centru Dháky, hlavního města země. Budova byla založena v 60. letech 20. století (slouží od roku 1967).
Architektem této mešity byl Abdul Hussain Thariani (toto je jeho patrně nejvíce známý projekt). V modernistické stavbě byly uplatněny jisté tradiční islámské koncepce; celý komplex má symbolizovat černý kámen v Mekce – Kaabu. Součástí celé stavby je například též i velký sál či knihovna.